# ريج بولارد
ريج بولارد (بالإنجليزية: Reg Pollard)‏ هو سياسي أسترالي، ولد في 31 أكتوبر 1894 في أستراليا، وتوفي في 24 أغسطس 1981 في أستراليا. حزبياً، نشط في حزب العمال الأسترالي. وقد انتخب عضو مجلس النواب الأسترالي عن دائرة Division of Lalor ‏ (10 ديسمبر 1949 – 26 نوفمبر 1966) وانتخب عضو مجلس النواب الأسترالي عن دائرة Division of Ballarat ‏ (23 أكتوبر 1937 – 10 ديسمبر 1949) وانتخب عضو الجمعية التشريعية فيكتوريا.